# Universidad Técnica de Dinamarca
El Colegio Politécnico de la Universidad Técnica de Dinamarca (coloquialmente Universidad Técnica de Dinamarca o simplemente DTU) es una institución educativa y de investigación independiente para la formación de ingenieros civiles e ingenieros diplomados y la investigación en ingeniería. Por otra parte, ofrece un programa de formación multifacética. DTU fue fundada a imagen de la École Polytechnique de Francia por el descubridor del electromagnetismo Hans Christian Ørsted en 1829. El campus se encuentra al norte de la ciudad de Copenhague, en la municipalidad de Kongens Lyngby. Es una de las universidades técnicas más prestigiosas de Europa ofreciendo grados que van desde el Bachelor of Science hasta el PhD en Ingeniería.
El Presidente en el cargo actual es Anders Overgaard Bjarklev.